# 509 a.C.
509 a.C. foi um ano do século VI a.C.

## Eventos
- Com o fim do reinado de Tarquínio, o Soberbo, este é o provável ano em que se iniciou a República em Roma
- Foi eleito o primeiro par de cônsules romanos, Lúcio Júnio Bruto e Lúcio Tarquínio Colatino.